# Satellietontvanger

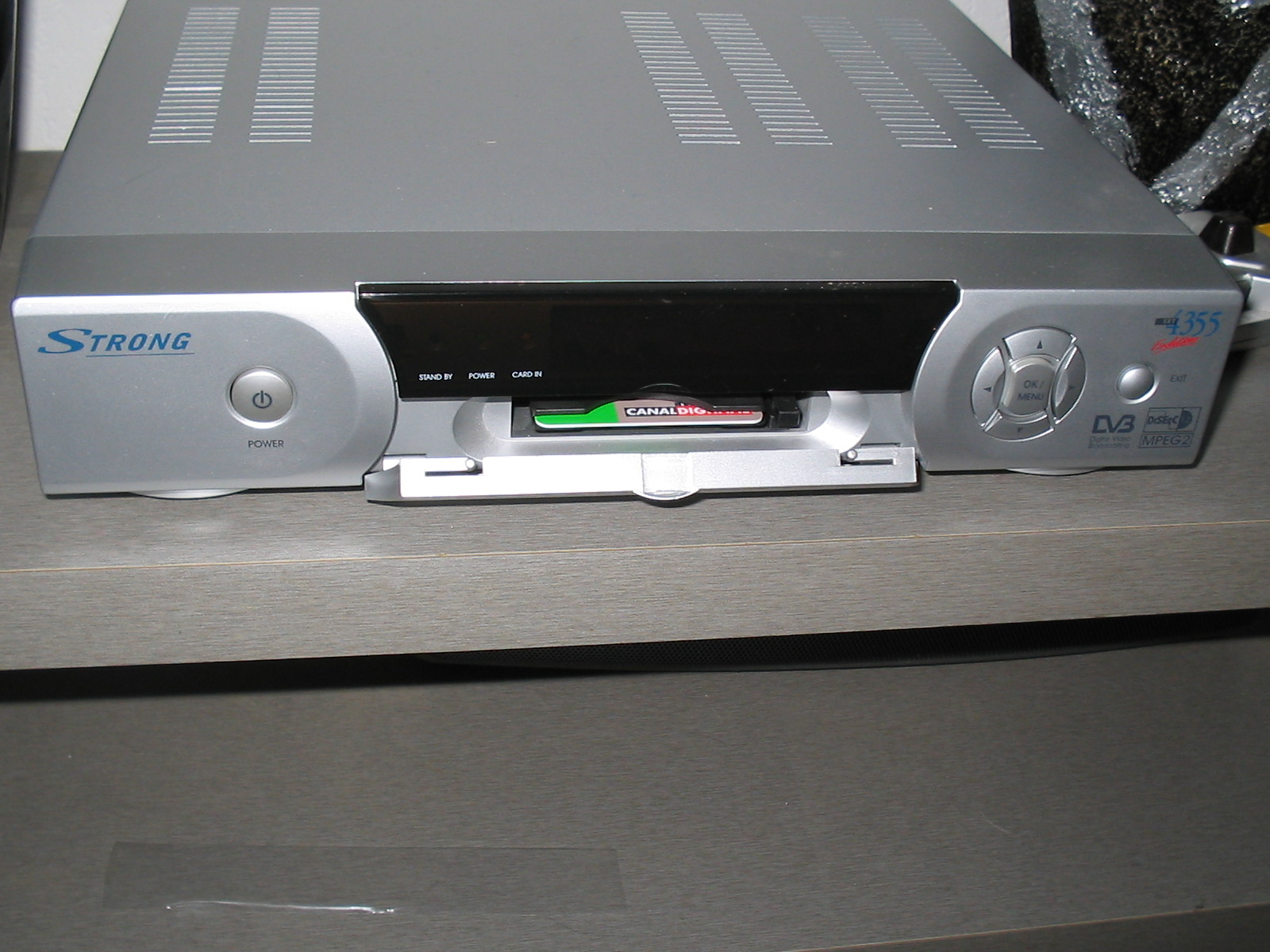
Een ontvanger

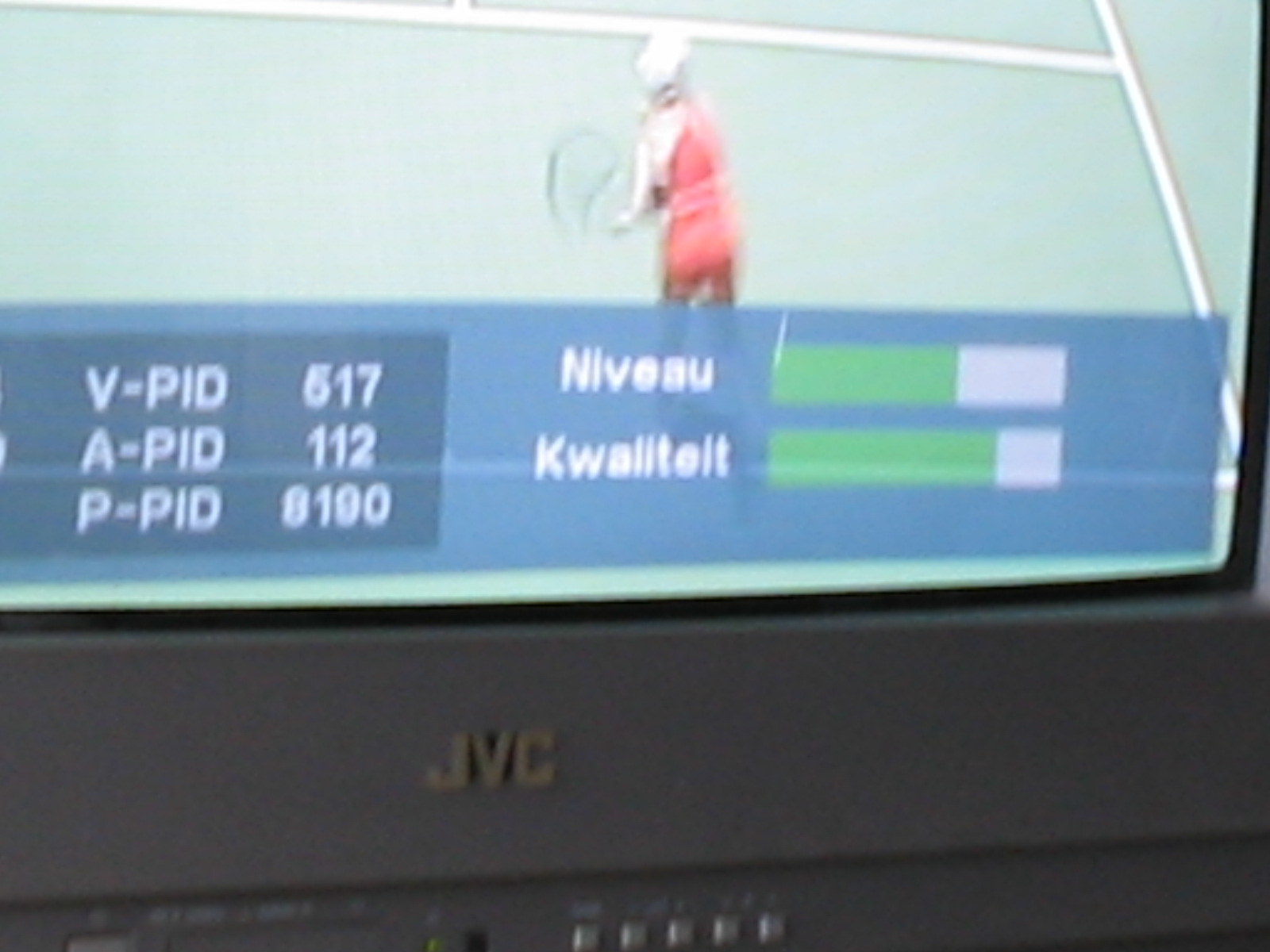
Instellen van het signaal

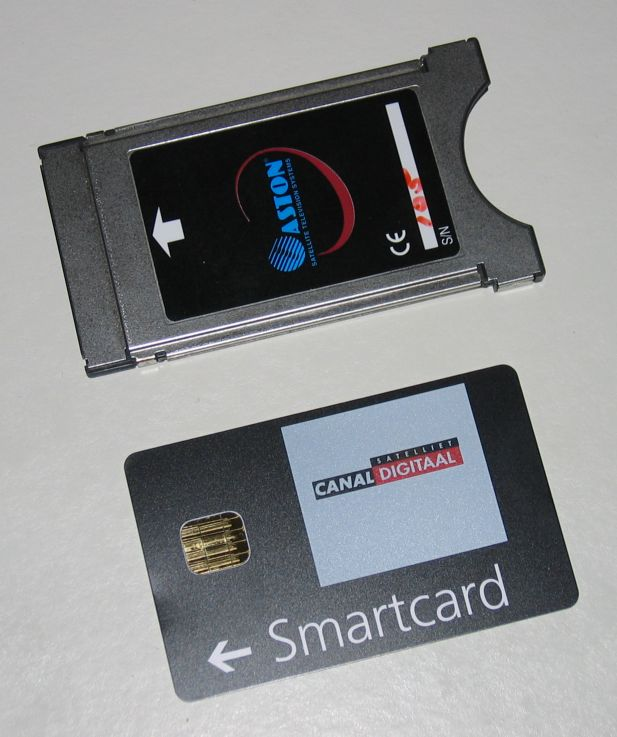
Smartcard en CAM

Een satellietontvanger is een stuk elektronica dat de signalen die een schotelantenne van een satelliet ontvangt, vertaalt in beeld en geluid op de televisie. De ontvanger wordt ook wel receiver, tuner, decoder, settopbox of seca-box genoemd.

## Analoog en digitaal
Er zijn twee soorten satellietontvangers, namelijk analoge en digitale. Analoge ontvangers worden vrijwel niet meer gebruikt aangezien er vrijwel nergens nog analoge satellietzenders zijn te zien. Ook voor de ontvangst van Nederlandse of Vlaamse zenders is een digitale ontvanger nodig.

## Codering
Naast de 'vrije' kanalen (free-to-air) zijn er kanalen die het signaal versleuteld naar de aarde versturen. Om deze zenders te kunnen ontvangen is een smartcard nodig die de sleutels bevat die nodig zijn om het signaal te decoderen. De smartcard, een kaartje in de vorm van een creditcard, dient hiertoe in de ontvanger te worden geplaatst.
Er zijn verschillende systemen om het signaal te coderen. De twee systemen die voor de Nederlandse en Vlaamse zenders gebruikt worden zijn Irdeto en Seca. Het meest gebruikte systeem voor de Nederlandse en Vlaamse zenders is Seca2.
Naast ontvangers die alleen voor Seca gebruikt kunnen worden met een Seca kaart zijn er ook ontvangers met een Common Interface. Hierin moet een Conditional Access Module (CAM) voor een specifiek coderingssysteem geplaatst worden en in die CAM weer de smartcard. Een CAM is te vergelijken met een PCMCIA-module voor een laptop.

## Nederlandse en Vlaamse zenders
Via de satellieten op de posities Astra 19,2°O en Astra 23,5°O zijn de Nederlandse en Vlaamse publieke en commerciële zenders te ontvangen. Hiertoe moet wel een abonnement worden afgesloten bij CanalDigitaal (alleen voor inwoners van Nederland) of TV Vlaanderen (alleen voor inwoners van België), met uitzondering van BVN (het Beste van Vlaanderen en Nederland) en de tien regionale omroepen van Nederland, welke free-to-air uitzenden en dus gratis en zonder abonnement te ontvangen zijn. Veel buitenlandse zenders, waaronder vrijwel alle Duitse zenders, zijn ook vrij te ontvangen.

## Timeshift
Een satellietontvanger kan ook uitgerust zijn met een harde schijf en/of een Universal Serial Bus (USB) aansluiting waardoor het mogelijk is de televisieprogramma's op te nemen. Hiervoor wordt een normale harde schijf of USB-stick gebruikt die ook in een pc wordt toegepast. Op een harddisk van 160 GB past ongeveer 80 uur. Hierdoor is ook timeshift mogelijk, waarmee een programma tijdelijk is te pauzeren of teruggegaan kan worden om een scène nog eens te bekijken.